# Tora, tora, tora
Tora, tora, tora o to, to, to (en grafía japonesa トラ・トラ・トラ) era la frase en clave para indicar que se había alcanzado con éxito la primera oleada del ataque a la base estadounidense de Pearl Harbor (Hawái) por la Armada Imperial Japonesa. Este hecho sucedió el 7 de diciembre de 1941. En japonés tora significa 'tigre'.
También es el título de una conocida película sobre dicho ataque (Tora! Tora! Tora!).
El grupo inglés Depeche Mode utilizó la frase como título del segundo tema del lado B del álbum de 1981 Speak & Spell.
- Datos: Q9088459